# Megacalanus longicornis
Megacalanus longicornis är en kräftdjursart som först beskrevs av Georg Ossian Sars 1905.  Megacalanus longicornis ingår i släktet Megacalanus och familjen Megacalanidae. Inga underarter finns listade i Catalogue of Life.